# Seneleleni Ndwandwe
Seneleleni Ndwandwe (auch: Seneleni Nxumalo; gest. 1980) war Königinmutter und damit Regentin (Indlovukati) von Swasiland während der Regentschaft von Sobhuza II.
| Vorgänger                  | Amt                                 | Nachfolger      |
| -------------------------- | ----------------------------------- | --------------- |
| Zihlathi Ndwandwe/Mkhatjwa | Ndlovukati von Swasiland 1975–1980. | Dzeliwe Shongwe |